# Michail Jakowlewitsch Sjusjumow
Michail Jakowlewitsch Sjusjumow (russisch Михаил Яковлевич Сюзюмов, * 20. November 1893 im Dorf Diwnoje bei Stawropol; † 1. Mai 1982 in Swerdlowsk) war ein russischer Historiker.
Nach dem Besuch des Gymnasiums in Dorpat und der Erlangung des Abiturs mit Goldmedaille im Jahre 1911 ging er an die Universität Dorpat, um an der Fakultät für Philosophie und Geschichte ein Studium aufzunehmen. Anfang 1918 trat er in die Rote Armee ein und beteiligte sich bis 1920 an den Kämpfen.
Anschließend beteiligte er sich an der Errichtung des Schulwesens in Slatoust im Süden des Urals. Im Jahre 1929 ging er nach Swerdlowsk, um sich dort am Aufbau der Volksbildung zu beteiligen. Weiterhin hielt er Unterricht an den höheren Schulen der Stadt. Im Jahre 1943 schrieb er eine Doktor-Dissertation mit dem Thema Probleme des Ikonoklasmus in Byzanz, die er beim Institut für Pädagogik an der Universität Swerdlowsk einreichte.
Im Jahre 1955 wurde er zur Leitung eines Lehrstuhls an der Universität Swerdlowsk berufen. Eine seiner Aspirantinnen war Emma Tschudinowskich. Er spezialisierte sich auf das Kapitel der byzantinischen Frühgeschichte und begann, eine Publikationsserie zu diesem Thema herauszugeben, die im Jahre 1981 den 18. Band erreichte. Er war auch wesentlich an der Veröffentlichung der Geschichte von Byzanz in drei Bänden beteiligt, die in Moskau im Jahre 1967 erschien.

## Schriften
- Dve vizantijskie chroniki X veka, Moskau 1959
- Vizantijskaja kniga Eparcha, 1962
- Vizantijskaja kniga Eparcha : Vstupitel'naja stat'ja, perevod, kommentarij M. Ja. Sjuzjumova. 1962
- Anticnaja drevnost' i srednie veka. Sbornik statej po istorii drevnego mira i srednych vekov, als Redakteur, Swerdlowsk 1966
- Istoričeskaja nauka na Urale za 50 let 1917-1967: Materialy 3-j naučnoj sessii vuzov Ural'skogo mit V. Ja. Krivonogov, 1967
- Antičnaja Drevnost'I Srednie VEKA, 1973
- Social'noe razvitie Vizantii, als Redakteur, Swerdlowsk 1979
- Antičnyj i srednevekovyj gorod: Antičnaja drevnost'i srednije veka, 1981
- Vizantijskie etjudy, Ekaterinburg, Izd. Ural. univ., 2002, ISBN 978-5-7996-0137-9

## Referenzen
- Zeitschrift für Geschichtswissenschaft, 31. Jahrgang, Nr. 5, 1983, S. 451